# Trois Trésors (taoïsme)
Les Trois Trésors (chinois simplifié : 三宝 ; chinois traditionnel : 三寶 ; pinyin : sānbǎo ; Wade : san-pao) est un concept du taoïsme. Il désigne trois vertus importantes[évasif], qui peuvent être traduites de différentes manières, dont celles-ci : la compassion, la modération et l'humilité. Les Trois Trésors sont proches, dans leur forme, des Trois Joyaux du bouddhisme.

## Source
- (en) John Bowker (Ed.), Concise Dictionary of World Religions, Oxford, Oxford University Press, 2000, 732 p. (ISBN 978-0-192-80094-7), p. 513